# Odaipatti
Odaipatti là một thị xã panchayat của quận Theni thuộc bang Tamil Nadu, Ấn Độ.

## Nhân khẩu
Theo điều tra dân số năm 2001 của Ấn Độ, Odaipatti có dân số 13.116 người. Phái nam chiếm 50% tổng số dân và phái nữ chiếm 50%. Odaipatti có tỷ lệ 64% biết đọc biết viết, cao hơn tỷ lệ trung bình toàn quốc là 59,5%: tỷ lệ cho phái nam là 76%, và tỷ lệ cho phái nữ là 52%. Tại Odaipatti, 11% dân số nhỏ hơn 6 tuổi.